# Geisterrad

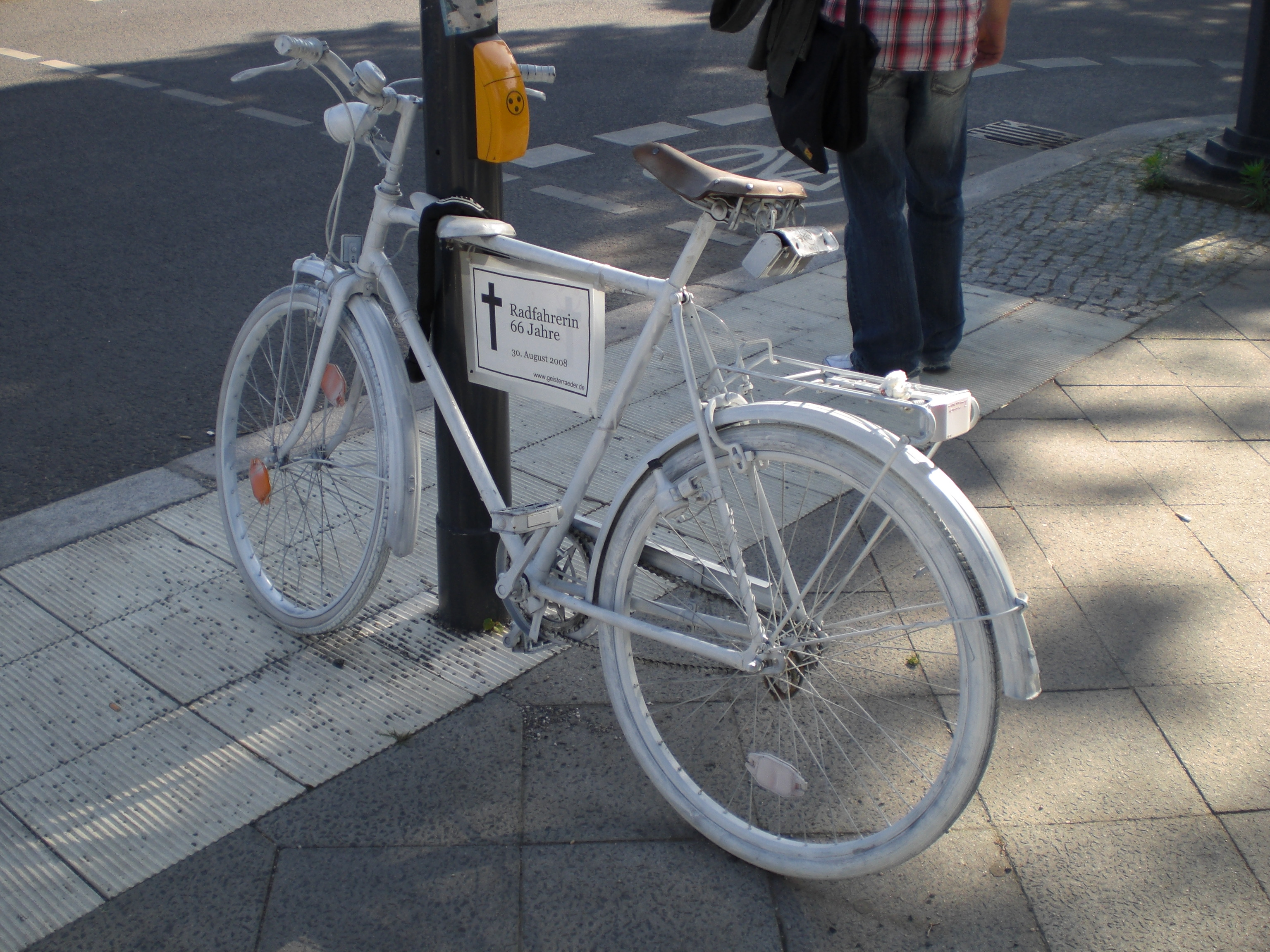
Geisterrad in Berlin (2009)

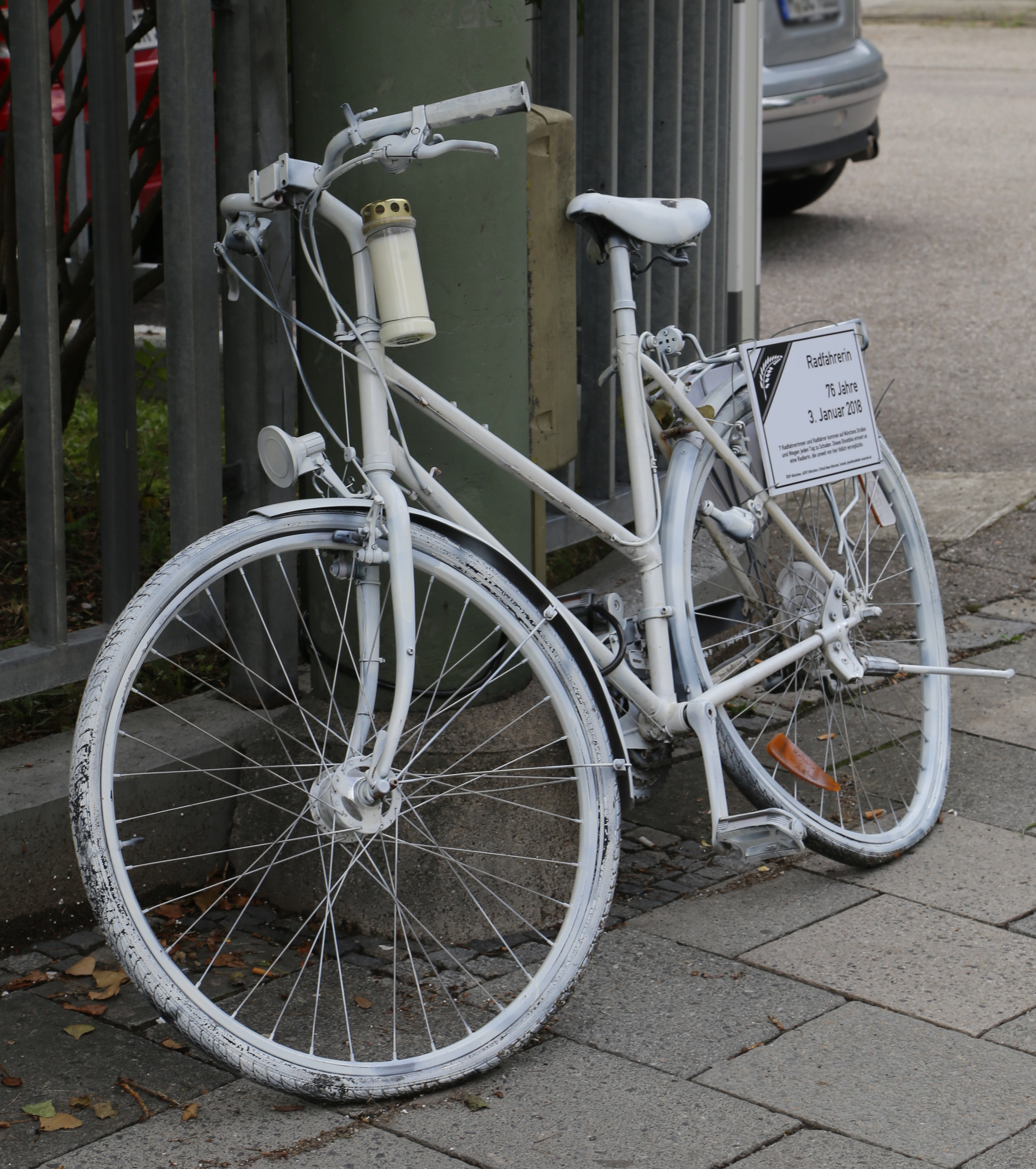
Geisterrad in München (2018)

Ein Geisterrad (auch Geisterfahrrad, Mahnrad oder Ghostbike) ist ein weißgestrichenes Fahrrad als Mahnmal für im Straßenverkehr tödlich verunglückte Radfahrer, die am Unglücksort aufgestellt werden. Neben der Funktion als Gedenkstätte sollen sie auch auf mögliche Gefahrenpunkte hinweisen.

## Verbreitung

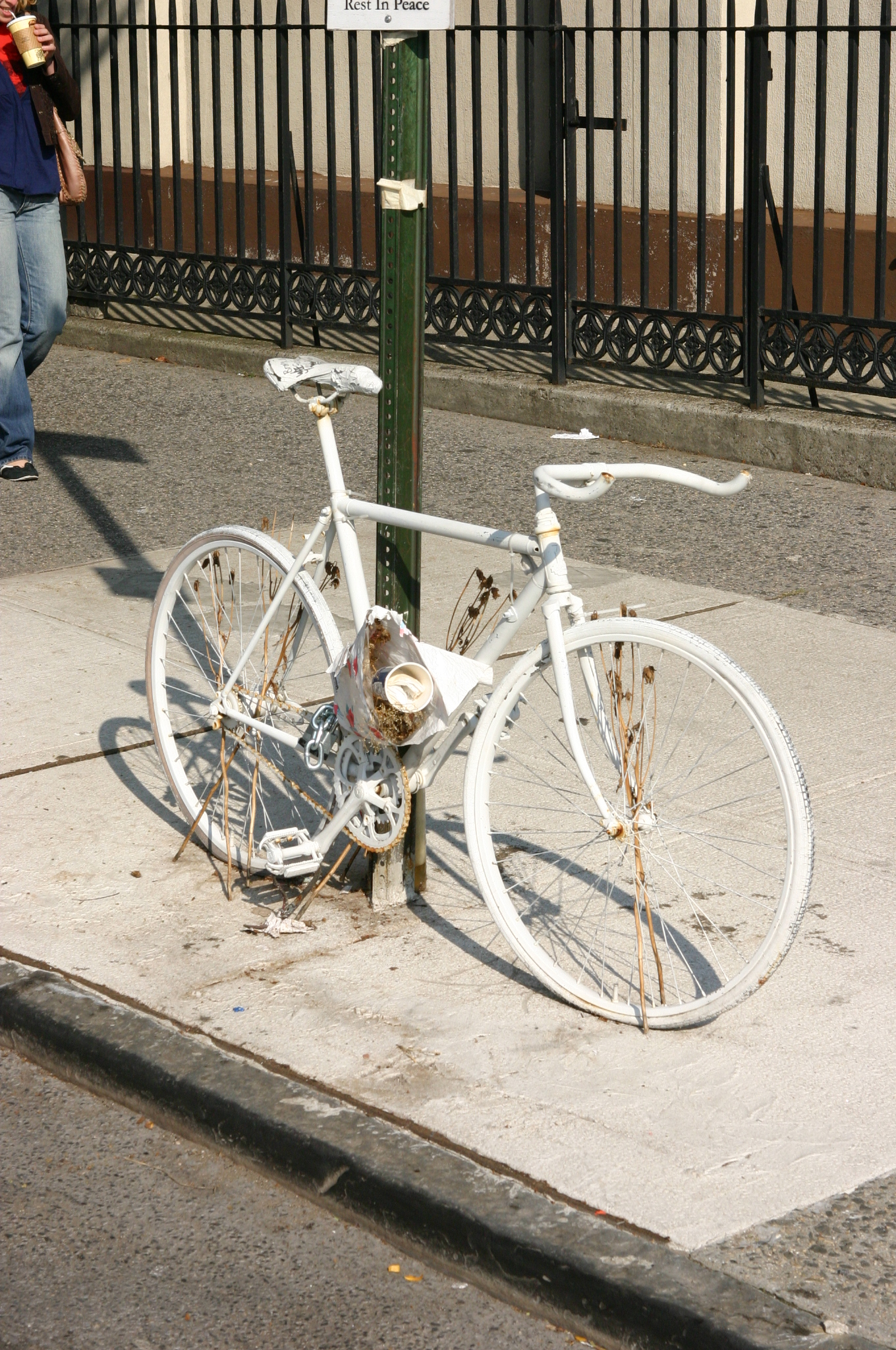
Ghost Bike in New York City

Die ersten 20 Geisterräder wurden 2003 in St. Louis im US-Bundesstaat Missouri aufgestellt. Weitere Städte in den Vereinigten Staaten waren Albany, Austin, Boston, Chicago, Cincinnati, Columbia, Gainesville, Highlands Ranch, Kansas City, Los Angeles, Madison, Miami, New York City, Oakland, Pittsburgh, Portland, Reno, Richmond, San Francisco, Santa Cruz, Seattle, Sedona, State College, Tucson, Tallahassee. Weitere Ghostbikes wurden in Kanada (Edmonton 2007 und Toronto), Brasilien (São Paulo 2006) und Australien (Hobart) aufgestellt. In Europa sind Aktionen aus Deutschland und Österreich bekannt, zudem aus Großbritannien (Brighton and Hove, London, Manchester und Oxford), Ungarn (Budapest) und der Tschechischen Republik (Prag).

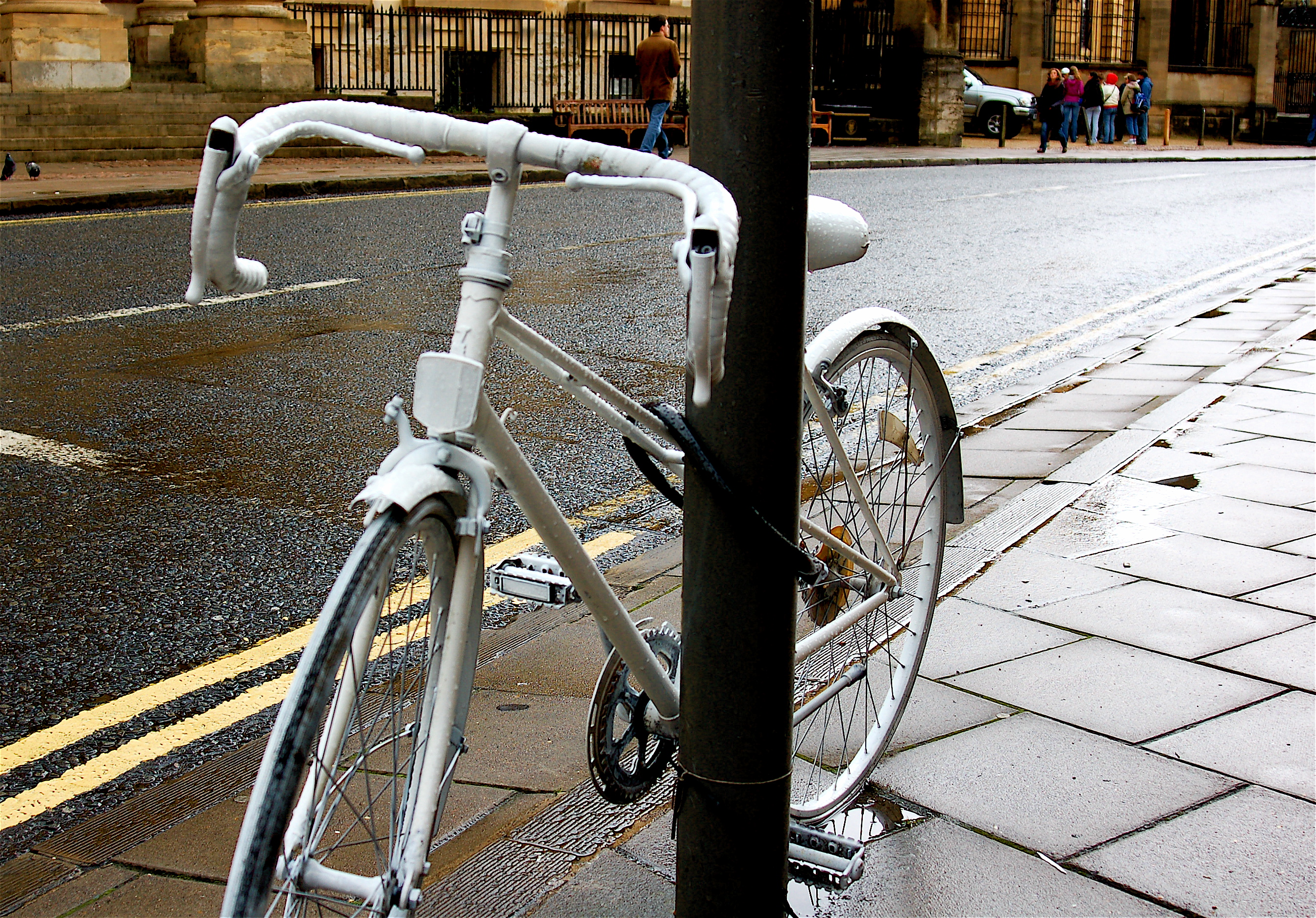
Ghost Bike in Oxford (England)

Im deutschsprachigen Raum wurden ab 2008 die ersten Geisterräder aufgestellt. So im März 2008 in Wien an der Kreuzung Felberstraße/Schweglerstraße in Rudolfsheim-Fünfhaus von der IG-Fahrrad. In Berlin stellte der ADFC Berlin am 14. Februar 2009 elf Geisterräder für im Vorjahr tödlich verunglückte Radfahrer auf. Seitdem sind zahlreiche weitere Räder auch in kleineren Städten und Gemeinden hinzugekommen.